# مارتي ليهتيفا
مارتي ليهتيفا (بالفنلندية: Martti Lehtevä)‏ (مواليد 4 يونيو 1931) هو ملاكم فنلندي، مثّل بلاده في الألعاب الأولمبية الصيفية 1960.

## روابط خارجية
مارتي ليهتيفا على موقع أوليمبيديا (الإنجليزية)